# Istituti Edmondo De Amicis
L'Istituto Edmondo de Amicis è una scuola paritaria situata Milano in via Lamarmora 34. È considerata la scuola paritaria laica  più antica d’Italia.

## Storia
Gli Istituti vennero fondati nel 1923 da Michele Maria Tumminelli con lo scopo di fornire un’elevata preparazione culturale alle giovani generazioni.
Nel 1932 si trasferiscono nella sede di via Siracusa con elementari, Ginnasio, Liceo Classico, Liceo Scientifico e Istituto Tecnico inferiore. Insieme propone corsi biennali di recupero (diurni e serali).
Nel 1936 il Ginnasio-Liceo Classico è il primo a ottenere il riconoscimento paritario, seguito a breve anche dal Liceo Scientifico.
Nel 1939 gli Istituti De Amicis vengono insigniti della Medaglia d'oro dei benemeriti dell'Educazione Nazionale.
Durante la guerra nel 1942 viene istituita una sede di sfollamento a Gardone Riviera.
Nel 1952 gli Istituti Edmondo De Amicis si trasferiscono presso la sede attuale di via Lamarmora 34, ospitando Scuola Media Inferiore, Ginnasio-Liceo Classico, Liceo Scientifico, tutti legalmente riconosciuti. Nella vecchia sede restano un Istituto Tecnico Commerciale.
Nel 1955-56 viene aperto a Milano un Centro Studi “Tumminelli” con Corsi di cultura professionale di stenografia – dattilografia – contabilità – meccanografia – lingue straniere – segretariato d’azienda – liceo linguistico.
Nel 1960-61 viene istituita una Scuola Magistrale per maestre d’asilo e una Scuola Superiore di tecniche aziendali e direzionali
Nel 1993 viene approvata la divisione "The Bridge", centro di formazione che si propone come collegamento tra il mondo della scuola e il mondo del lavoro.
Nel 1995 vengono presentate la carta dei servizi e il progetto educativo di istituto.
Nel 1998 viene istituito il Centro Formazione e Lavoro (ente senza fine di lucro).
Nell'Anno Scolastico 2000/2001 tutti gli ordini di scuola ottengono la parità.
Attualmente gli Istituti De Amicis, gestiti dalla famiglia Massa, riuniscono scuole secondaria di primo grado e scuole secondarie paritarie. Tra le proposte formative, oltre le scuole medie inferiori, ci sono il Liceo Classico con indirizzo Giornalismo, il Liceo Scientifico, il Liceo delle Scienze Umane con indirizzo Spettacolo, l'Istituto Tecnico Economico Multimediale, il Liceo dello Sport. Fanno parte del gruppo De Amicis anche De Amicis Music School, Accademia Della Moda - IUAD (laurea triennale dedicata alla moda e a luxury management) e EIS Versilia.